# Camp de Carpiagne
 (février 2017).
Si vous disposez d'ouvrages ou d'articles de référence ou si vous connaissez des sites web de qualité traitant du thème abordé ici, merci de compléter l'article en donnant les références utiles à sa vérifiabilité et en les liant à la section « Notes et références ».

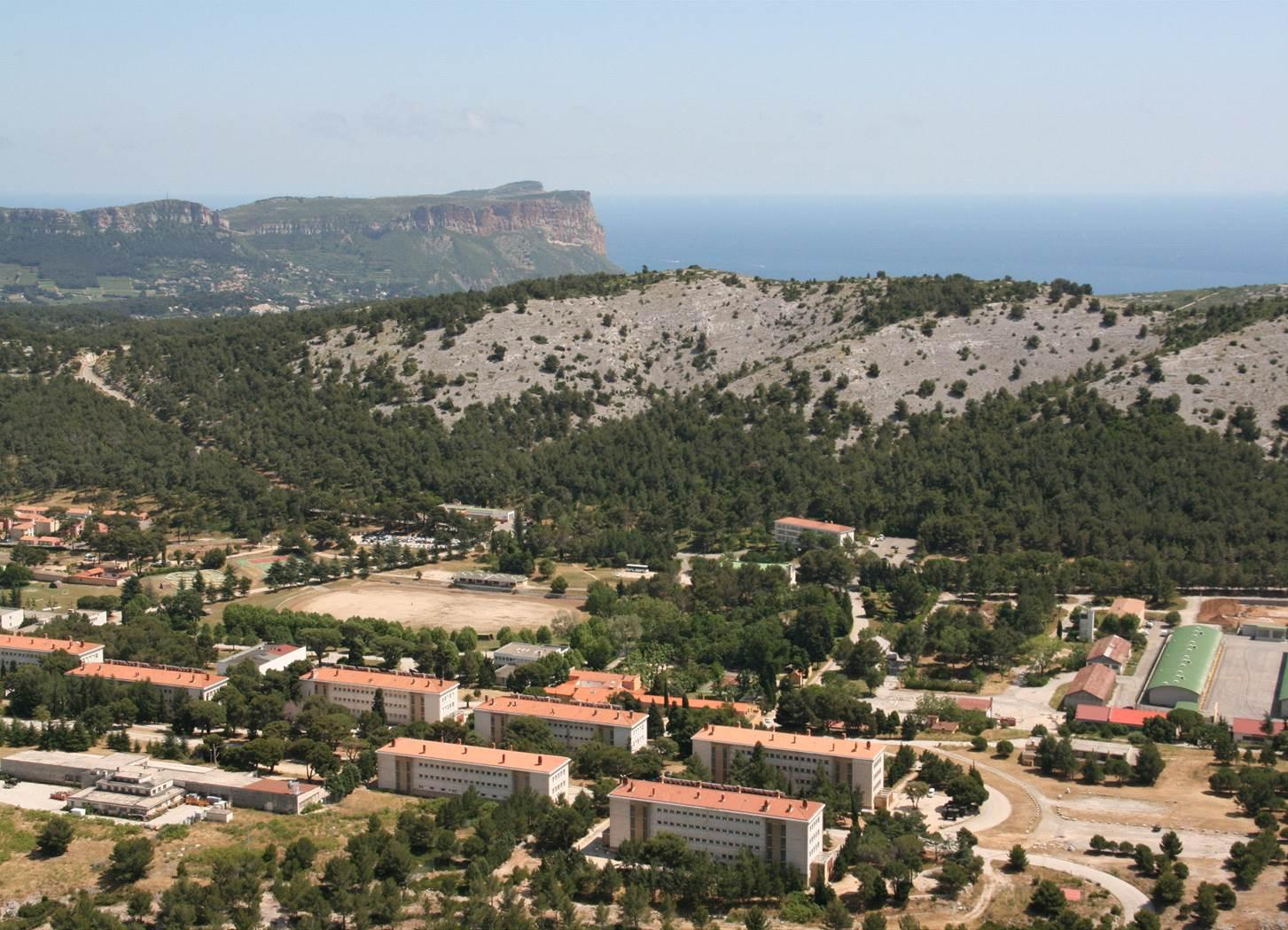
Vue aérienne du camp bâti.

Le camp de Carpiagne est un camp militaire de l'Armée de terre française situé à l’est de la ville de Marseille. Bénéficiant d'une superficie de 1 500 hectares, en bordure du Parc national des Calanques, le camp permet les activités de préparation opérationnelle du 1er Régiment étranger de cavalerie, qui stationne sur le camp depuis juillet 2014 : champs de tir, zones de manœuvre à pied et en engin blindé, zones dédiées à l'instruction. De nombreuses unités de la région Sud-Est viennent s'y entraîner. Il est situé à proximité de la plateforme aérienne d’Istres et de la plateforme maritime de Toulon.

## Situation

### Situation géographique

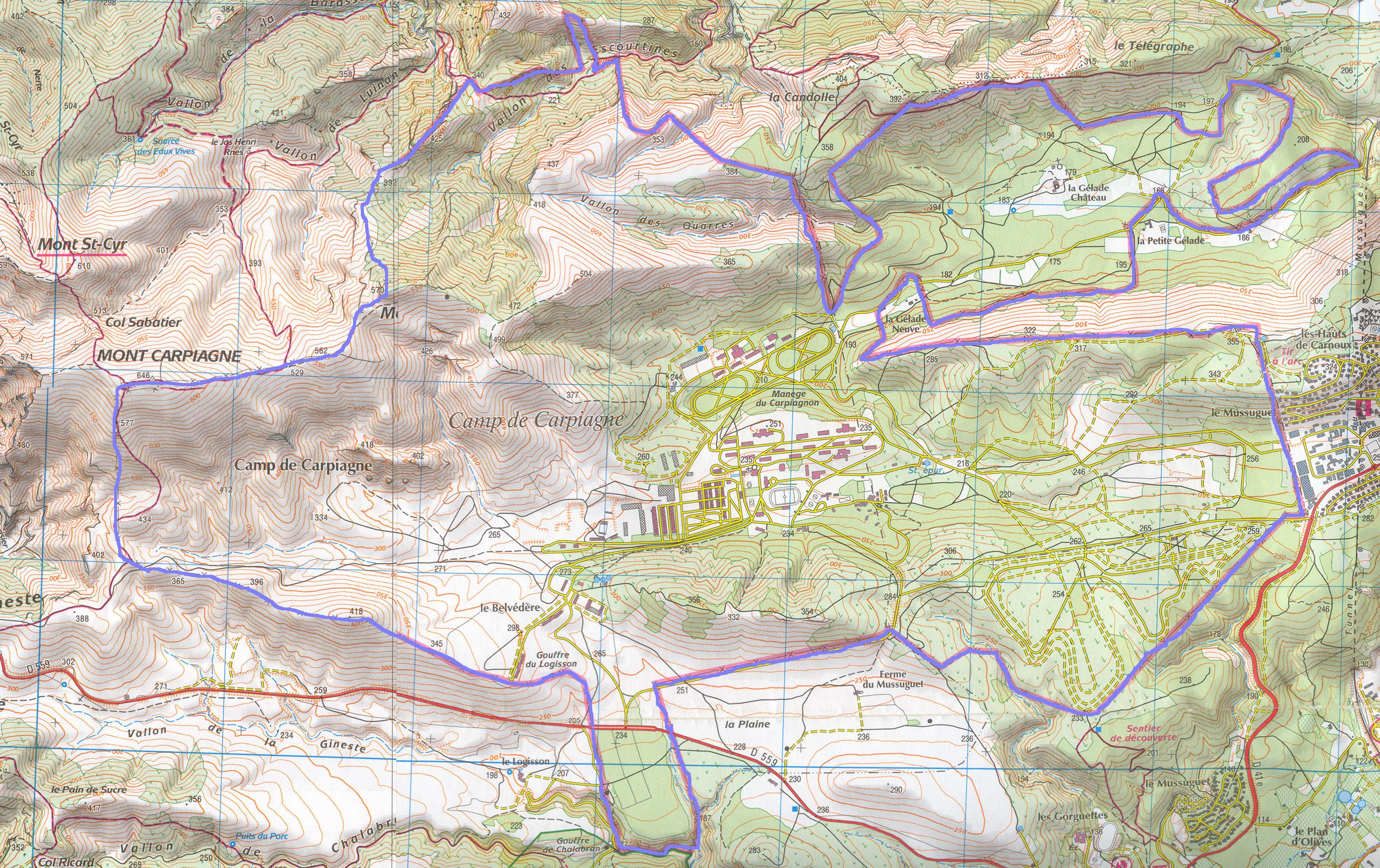
Carte du camp.

Le camp s'étend sur 1 500 hectares, principalement sur le 9e arrondissement de Marseille, ainsi que partiellement sur les communes d'Aubagne, Carnoux et Cassis (Bouches-du-Rhône).

### Situation topographique
La situation topographique de Carpiagne est centrale : au nord, difficilement pénétrable,  la chaîne du Mont Saint Cyr descend à l’ouest, très abruptement vers Marseille jusqu'au col de la Gineste (D559). Les monts de la Gineste atteignent 386 mètres. Au nord,  le camp s’élève ainsi jusqu’à 646 mètres, tandis que la chaîne longe la vallée de l’Huveaune jusque Carnoux. C'est alors un système de défilés et de collines jusqu'au plateau du Mussuguet à l'est, avec le deuxième accès de la D559 par Cassis. Au sud, des collines atteignent jusqu’à 400 mètres (le Pain de Sucre à l'ouest, l’Hubac) et le massif du Puget surplombant la mer. Carpiagne se présente donc comme un plateau naturellement défendu et entouré de massifs qui surplombent toute la région de Marseille.  

## Histoire

### Origines de Carpiagne
Les multiples incursions barbares et sarrasines qui dévastent la Provence jusqu'au XIe siècle ne laissent que de très rares monuments historiques. Sans qu'il soit possible d'affirmer qu'une colonie ligure ou phocéenne s'y soit installée avant l'ère chrétienne, il est toutefois pensable que Carpiagne était, de par son site privilégié, connu des premiers habitants de la côte puis occupé plus d’une fois au cours du premier millénaire
Les archives les plus anciennes mentionnant Carpiagne datent de l'ère des Templiers. D'après les historiens, Carpiagne aurait existé en tant que membre de la Commanderie de Marseille vers 1200 mais nul ne peut jusqu'ici apporter la preuve que cette maison appartenait, à cette époque, effectivement au Temple. En revanche, ce qui est incontestable, c'est qu'en 1338, la maison de Carpiagne appartenait au Grand prieuré de Saint-Gilles. Ce prieuré hospitalier de l'ordre de Saint-Jean de Jérusalem hérite, à la suite du Concile de Vienne en 1311, de la majorité des biens des Templiers. Les historiens pensent que la ferme de Carpiagne, dont on retrouve un inventaire datant de 1338, faisait partie des biens appartenant aux Templiers et reversés aux Hospitaliers.
Vers la fin du XIVe siècle, Carpiagne devient un monastère et l'église Notre-Dame de Carpiagne est construite. Le service liturgique de la paroisse Notre-Dame de Carpiagne est alors assuré par un prêtre subordonné à l'évêque de Marseille. Cette situation ne se modifiera pas jusqu'à l’achat du domaine, vers 1520, par la famille Doria. Le monastère est transformé en bastide mais les Hospitaliers conservèrent un contrat avec la ferme, qui produisait du blé et de l'huile d'olive. Les Hospitaliers perçoivent une redevance en nature jusqu’à l'abolition du régime féodal lors de la Révolution. Le 26 mai 1647, Jean IV Doria vend le domaine à Françoise de Gerente, veuve de Pierre de Moustiers. Le domaine est utilisé à des fins agricoles jusqu’au 8 octobre 1895, date à laquelle Carpiagne est frappé d'expropriation « afin de servir à l'exécution des travaux de l'organisation d’un champ régional de manœuvres et de tir ».

### De 1895 à 1942: la construction du camp

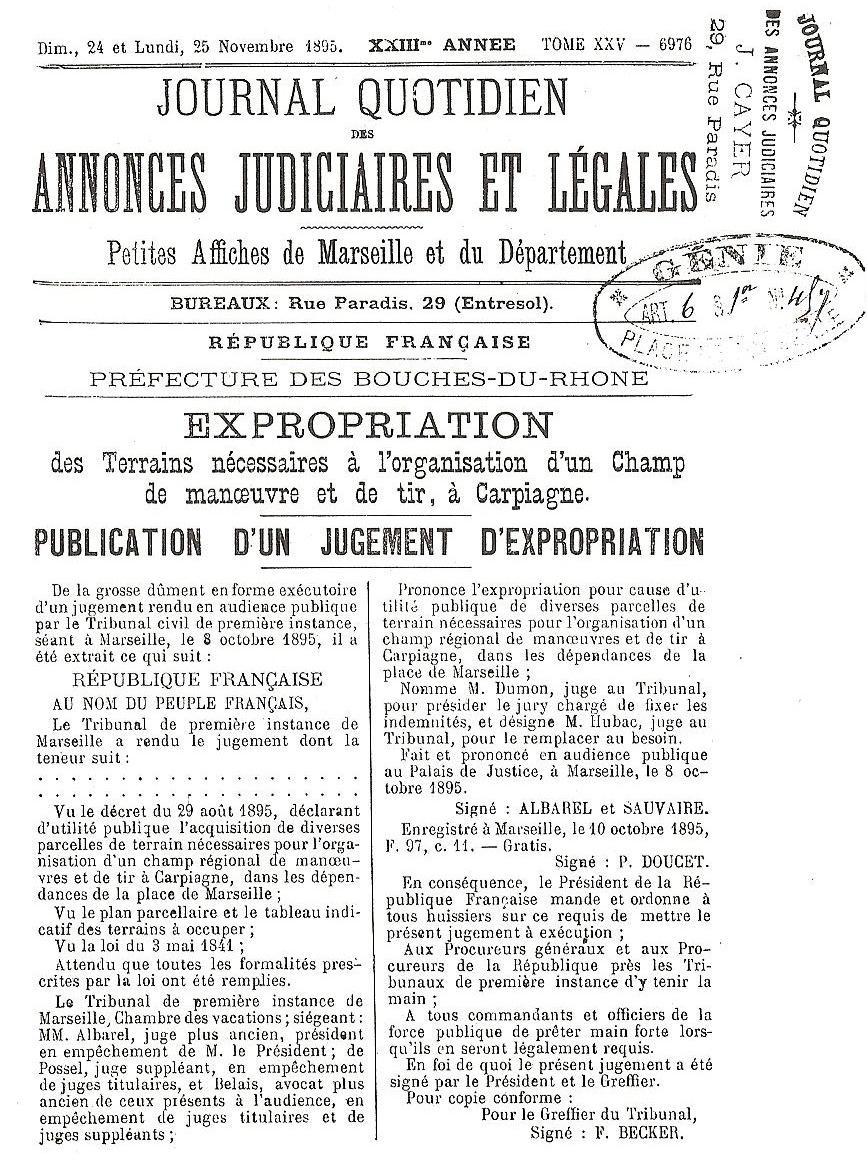
Annonce d'expropriation du camp de Carpiagne

Pendant la Première Guerre mondiale, le camp est utilisé pour la détention des prisonniers austro-allemands en bonne santé et ceux renvoyés d’Afrique du Nord pour raison sanitaires. Il est visité par le président de la Croix-Rouge Internationale Gustave Ador et son adjoint Frédéric Barbey qui le trouvent, selon leur rapport cité par « La Guerre Mondiale » (Éditions ATAR/ Genève) bien organisé et tenu correctement. Jusqu'en 1942, de nouvelles constructions vont donner au camp un potentiel d'hébergement accru, lui permettant d'accueillir pour un séjour plus d'un millier d’hommes. Les champs de tir étaient organisés pour les armes suivantes : révolver et pistolet automatique, fusil et mousqueton, fusil mitrailleur, mitrailleuse, canon de 37 mm, mortier de 81 mm ; lancement de grenades à main et à fusil. Concernant les chars de combat, des zones d'évolution étaient prévues mais non de champs de tir.

### Août 1944: la libération du camp

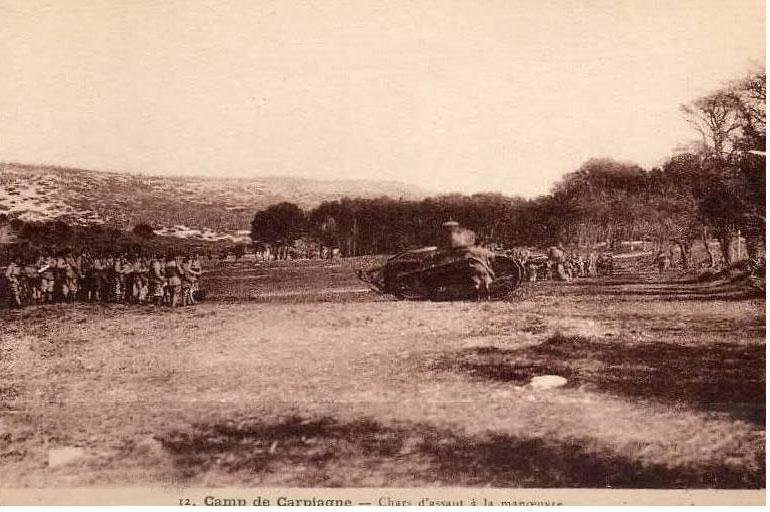
Char d'assaut à la manœuvre sur le camp.

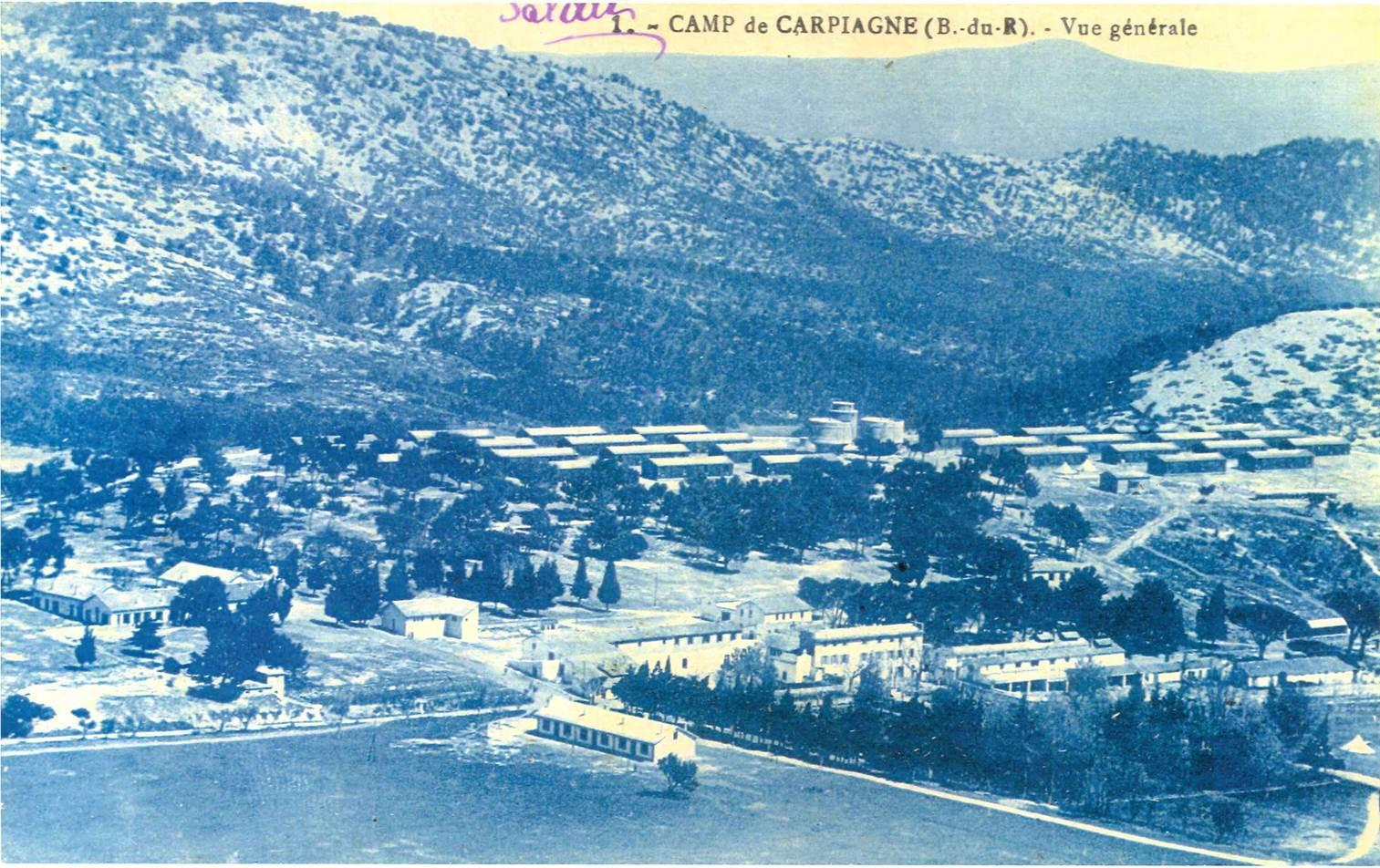
Vue générale du camp dans les années 1940.

En novembre 1942, pour riposter au débarquement des alliés en Afrique du Nord, les Allemands occupent la zone libre. Carpiagne devient un centre d’entraînement des commandos anti-chars de la Wehrmacht. Les troupes d'occupation utilisent l'infrastructure du camp telle qu'elle se présente et ne modifient presque rien.
Le 15 août 1944, à l’aube, alors que des parachutistes sont largués dans la région du Muy, les troupes alliées débarquent en Provence en divers points de la côte des Maures et de l’Esterel. Les Divisions françaises aux ordres du général de Lattre de Tassigny, s’élancent vers Marseille et Toulon. Les Tabors du général de Montsabert atteignent Aubagne le 21 août.
Le camp de Carpiagne est encore solidement tenu et il est indispensable de réduire cette résistance avant de chercher à investir Marseille. Cette tâche est dévolue au 2e Groupe de Tabors Marocains, composée du 1er, du 6e et du 15e Tabor, et aux blindés du groupement Sudre.
Le 1er et le 6e Tabor sont en premier échelon ; le 1er Tabor doit progresser vers Marseille en longeant Carpiagne par le Nord, le 6e doit s’emparer des massifs du Mont Saint-Cyr. Les reconnaissances effectuées dans la soirée du 21 août permettent de localiser les zones dangereuses. La route de la Gélade est minée, ainsi que plusieurs sentiers de la montagne ; des batteries allemandes sont installées dans la Gélade et à Carpiagne. Enfin, la crête sous laquelle est établi le tunnel du Mussuguet est solidement tenue. Le lieutenant-colonel Edon décide de se porter de nuit sur la côte 334 (hauts de Carnoux ou plutôt Languilar plus à l'est) et au petit jour, de s’emparer du château de la Gélade. La côte 334 est atteinte dans la nuit. Au lever du jour, Edon envoie le groupe franc Duchet-Suchaux enlever le poste allemand situé sur la crête du Mussuguet. Il a aussi pour mission d’interdire le tunnel aux défenseurs de la Gélade.
Le capitaine Marquez, avec son Goum, doit occuper la côte 355 (hauts de Carnoux), s’emparer du château de la Gélade et envoyer des éléments sur la côte 404 (la Candole) qui le surplombe au nord. Le capitaine Vautrey, avec le 73e Goum couvrira l’action de Marquez en direction de Carpiagne.
Le 11e Goum, aux ordres du capitaine Duparcmeur est placé en soutien.
Le 22 août à 4 h du matin, Duchet-Suchaux a rempli sa mission. Marquez atteint 355 et lance une partie de son Goum, mais violemment contre-attaqué, il doit reprendre de la hauteur. Vautrey vient à la rescousse et enlève 355 dans la matinée. Dans l’après-midi, Marquez prend d’assaut le château de la Gélade et envoie des éléments sur 319 et 404. Le 73e Goum de Vautrey patrouille aux abords de Carpiagne qui est encore fortement tenu. Edon installe le poste de commandement du Tabor sur 355.
Dès l’aube du 23 août, Edon envoie les 11e et 73e Goums sur le camp de Carpiagne. Il ne sera pris qu’à 17 h.
Edon décide de pousser vers la banlieue Est de Marseille et prend comme objectif le village des 3 ponts. Marquez prend l’itinéraire Nord par la côte 495, vigie de Carpiagne. Edon, avec les 11e et  73e Goums, passe par le mont Carpiagne et le mont Saint-Cyr. La progression au Sud est ralentie par des tirs de mitrailleuses ennemies installées au col de la Gineste et sur 422. Duparcmeur atteint le mont Saint-Cyr à 19 h, Vautrey, qui doit nettoyer les résistances allemandes, atteint le mont Carpiagne à 20 h. 

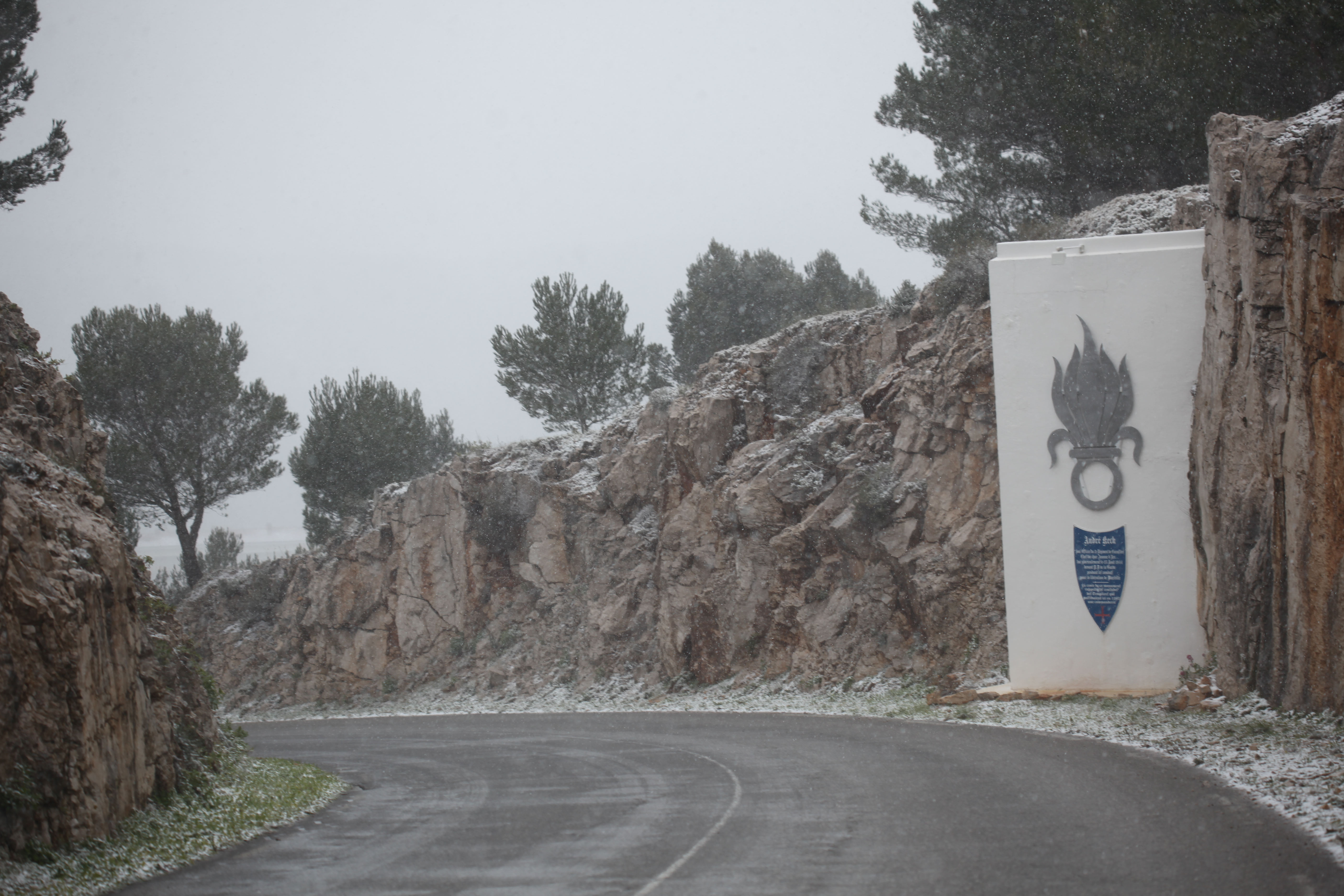
Mur MDL Keck orné de la flamme de la Légion Etrangère

Marquez s’est arrêté à la Vigie de Carpiagne. Le Tabor s’installe sur place pour la nuit. En dépit de l’attaque d’une forte patrouille allemande vers 23 h sur le mont Carpiagne, le Tabor conserve ses positions.
Dans la même journée, le 1er Tabor qui a progressé le long de l’Huveaune est stoppé aux lisières Est de Saint Marcel et ne pourra reprendre sa progression que le lendemain.
Le 24 août, la progression se poursuit vers Marseille, et, le 25 août, les Tabors participent à l’assaut de Marseille au cours duquel un autre régiment, le 2e Cuirassiers va également se distinguer. À ce régiment appartient un jeune maréchal-des-Logis, chef de char du « Jeanne d’Arc ». Avec son peloton, il s’empare de la colline Notre-Dame de la Garde.
Arrivé à mi-hauteur, son char est atteint de plein fouet par un projectile anti-char allemand. L’équipage est tué, le char incendié, le jeune Maréchal-des-Logis a péri carbonisé. Il s’appelait André Keck. En sa mémoire, le 25 janvier 1973, le camp prendra le nom de « Quartier Maréchal-des-Logis Keck », encore utilisé aujourd’hui.

### De la fin de la seconde guerre mondiale jusqu'à 2014.
Après la défaite allemande et jusqu’en 1946, Carpiagne sert de centre de regroupement et de transit pour les prisonniers allemands, avant leur libération en complément du camp de Calas. Il est sous le contrôle des troupes américaines. À la fin de 1946, le général de Lattre de Tassigny entame une refonte complète de l’organisation de l’instruction et entend utiliser plus complètement les grands espaces pour l’entraînement. C’est ainsi que Carpiagne devient le centre d’instruction des troupes du train de la IXe région militaire. Jusqu’en 1956, Carpiagne conservera les mêmes missions. En 1951, le centre mobilisateur du 141e R.I. est greffé à ce Centre d’Instruction du Train. Le 1er mars 1962, il devient le Centre d’instruction de l’arme blindée et du train (C.I.A.B.T.), dont le commandement est pris par le lieutenant-colonel Astoul. Le 1er juillet 1964, le C.I.A.B.T. devient le Centre d’instruction de l’arme blindée et de la cavalerie (C.I.A.B.C.), correspondant au 11e régiment de cuirassiers.
En 1999, les 1er et 11e régiment de cuirassiers fusionnent, devenant le « 1er-11e régiment de cuirassiers », régiment à 80 chars Leclerc (RC 80 XL). Le nouveau régiment s’installe à Carpiagne. Dissous le 29 juillet 2009, le 1er-11e régiment de cuirassiers est remplacé par le 4e régiment de dragons, unité de cavalerie équipée de chars Leclerc, dissoute en 2014.

### Aujourd'hui, le camp du Royal étranger

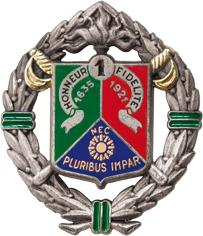
Insigne du 1er REC

Depuis le 11 juillet 2014, le 1er régiment étranger de cavalerie (1er REC), également appelé le Royal étranger, stationne sur le camp de Carpiagne. Le 1er REC tenait garnison, depuis 1967, au Quartier Labouche, à Orange. 
Le régiment est équipé de chars AMX 10 RC-R, version revalorisée de l'AMX 10 RC et de véhicules blindés légers (VBL).
Depuis leur arrivée, les légionnaires cavaliers ont réalisé de vastes travaux d’aménagement sur l’ensemble du camp (routes, baraquements, état-major, salles d’instruction, stade d'athlétisme, les différents mess…). En soutien du 1er REC, la 7e compagnie multi-technique du 4e Régiment du matériel est également implantée à Carpiagne.

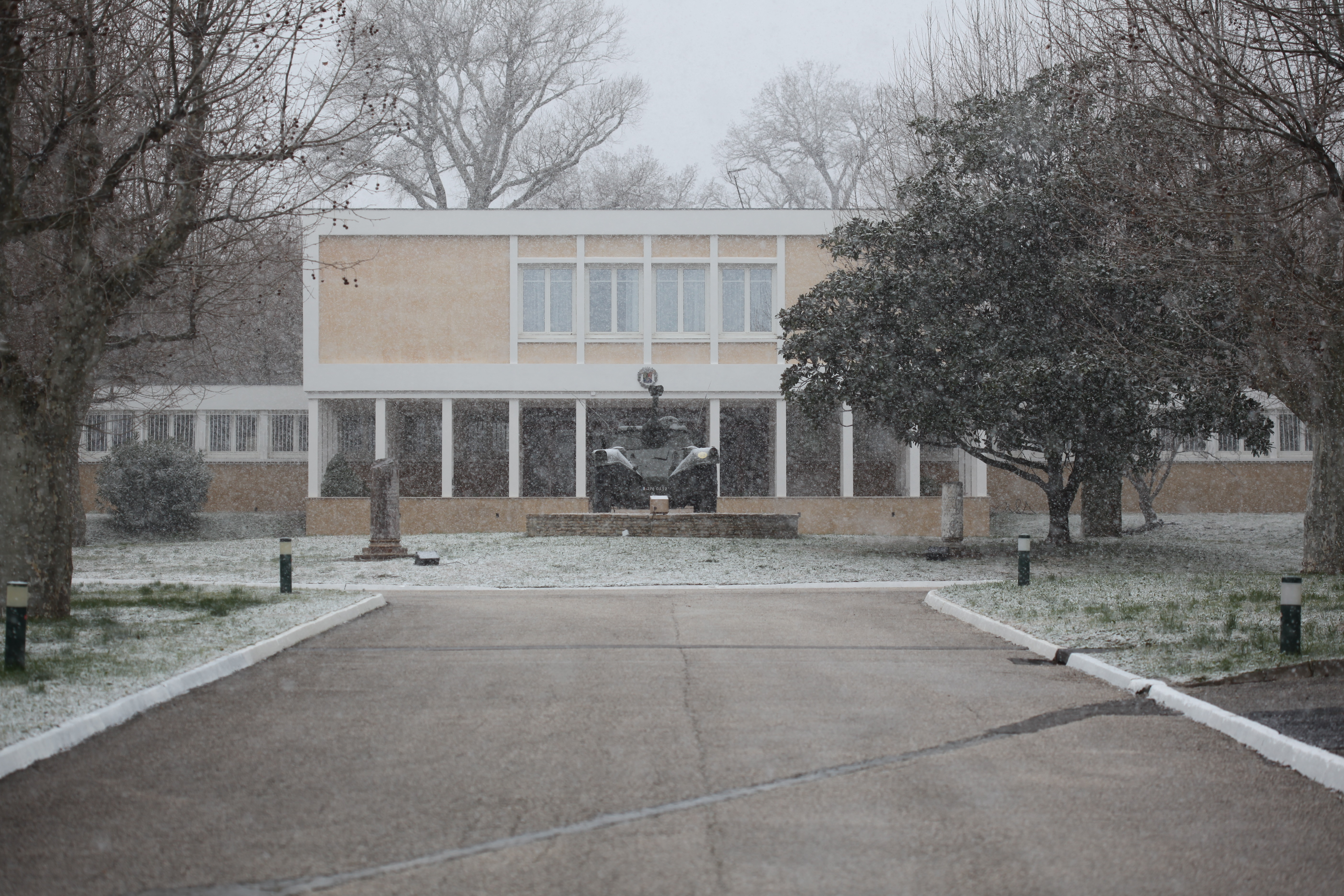
Façade de l'état-major